# シェナンドー (飛行船)
|            |                                                    |
| 艦歴       |                                                    |
| 発注       |                                                    |
| 起工       | 1922年6月24日                                      |
| 竣工       | 1923年8月20日                                      |
| 命名       | 1923年10月10日                                     |
| 初飛行     | 1923年9月4日                                       |
| その後     | 1925年9月3日、嵐により破損、遭難                   |
| 性能諸元   |                                                    |
| 重量       | 77,500 ポンド（35,153 kg）                         |
| ガス容積   | 2,100,000 立方フィート（59,465 m³）（95%充填）     |
| 全長       | 680 ft （207.26 m）                                |
| 最大直径   | 78 ft 9 in （24 m）                                |
| 全高       | 93 ft 2 in （28.40 m）                             |
| 機関       | パッカード製8気筒ガソリンエンジン 300 hp           |
| 最高速度   | 60 ノット                                          |
| 航続距離   | 5,000 マイル（8,000 km）                           |
| 有効積載量 | 53,600 ポンド （24,312 kg）                        |
| 乗員       | 25 名                                              |
| 兵装       | 7.62 mm ルイス機銃 ×6 500 ポンド （227 kg）爆弾 ×8 |

シェナンドー (USS Shenandoah, ZR-1) はアメリカ海軍が保有した4隻の硬式飛行船のうち最初のものである。
レイクハースト海軍航空基地で1922年から1923年にかけて建造され、1923年9月に初飛行した。シェナンドーはアメリカ海軍が硬式飛行船に関する経験を積むことに貢献したばかりでなく、飛行船による最初の北アメリカ大陸横断も成し遂げた。1925年、57回目の飛行の際、オハイオ州上空において暴風雨に遭遇し、2つに裂けて墜落した。

## 設計と建造
「シェナンドー」は当初FA-1（艦隊飛行船（Fleet Airship）1号）という符号を与えられていたが、後にZR-1と改められた。全長は207 m、重量は36トンだった。航続距離は8,000 km、最高速度は 60 ノット（111 km/h）に達した。シェナンドーは1922年から翌年に掛けて、1921年にレイクハースト海軍航空基地に建設された本船を収容できる唯一の格納庫（ハンガーNo.1）で組み立てられた（部品はフィラデルフィアの海軍航空工廠で前もって製作された）。レイクハースト海軍航空基地は既に何度か海軍の軟式飛行船の基地として使われていたが、シェナンドーは海軍の艦隊に加わる初の硬式飛行船であった。

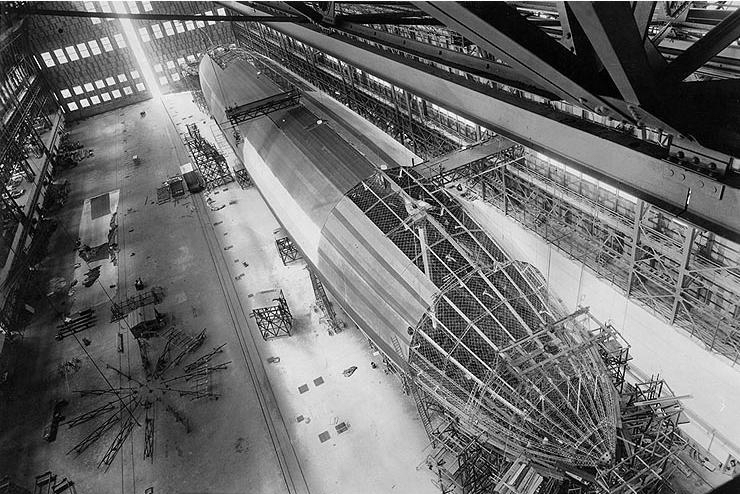
建造中のシェナンドー（1923年）。硬式飛行船の骨組みが見て取れる。

シェナンドーの設計は第一次世界大戦で爆撃に用いられたツェッペリンL-49（LZ 96）飛行船に基づいていた。しかしL-49は軽量化が図られた高高度型であり、高度を稼ぐために他の特性を犠牲にしていたため、設計としては不適切であるとされ、構造の改善を含むより新しいツェッペリン飛行船の設計が一部に取り入れられた。骨格は、ジュラルミンとして知られた新しいアルミニウムと銅の合金で構築され、桁は海軍航空工廠で加工された。もともとのL-49の設計図に加えられた変更が後のシェナンドーの事故に影響しているかどうかは議論の対象となっている。外皮は高品質の木綿の布で縫製され、ジュラルミンのフレームに取り付けられた後、アルミニウムドープの塗装が施された。
気嚢は当時最もガスを通さないとされていた材料のひとつであるゴールドビーターズ・スキンで作られた。金箔を打ち延ばすときに金を挟み込むことから名づけられたこの材料は、牛の大腸の外膜から作られるものである。外膜は洗われて脂肪と汚物をこすり落とされ、気嚢の綿布の強化用として接着されるために、水とグリセリンの溶液に漬けられる。水・グリセリン溶液から手でしぼり出された外膜は、気嚢の材料であるゴム引き綿布に接着され、最終的にニスのコーティングが施される。機体内には20の気嚢があり、通常の気圧で容量の約85パーセントのガスが充填された。それぞれの気嚢にはスプリング式の安全弁と、司令室から操作される手動弁が備えられていた。
シェナンドーは水素の代わりにヘリウムを使う最初の硬式飛行船であり、以前のものに比べて突出した安全性を有していた。当時ヘリウムの供給はわずかであり、シェナンドーはその210万立方フィート（約6万立方メートル）の容積を満たすために、世界の蓄えのほとんどを使用した。海軍が運用した次の硬式飛行船であるUSSロサンゼルス（ZR-3）は当初、必要なヘリウムが供給されるまでの間、シェナンドーのヘリウムで充填された。
シェナンドーの動力はパッカード・モーターカー・カンパニー製の300馬力の8気筒ガソリンエンジンに依っていた。シェナンドーの最初の枠材は1922年6月24日に立てられ、完成し、離昇が行われたのは1923年8月20日のことだった。ヘリウムの価格はその当時1,000立方フィートあたり55ドルであり、ガソリンエンジンで消費される燃料の重さと釣り合わせるために単純に空気に排出するにはあまりに高価であると考えられた。そこで、エンジン排気から水蒸気を回収するためのコンデンサーを設置することで、釣り合いの取れる浮力を維持することになっていた。
シェナンドーは1923年10月10日、エドウィン・デンビー海軍長官夫人によって命名され、同日、艦長のフランク・R・マクラリー中佐に引き渡された。

## 運行歴

### 1923年-1924年
USSシェナンドーは1923年9月4日に初飛行した。シェナンドーは、第一次世界大戦のドイツ海軍飛行船をベースとして、艦隊偵察任務のために設計された。就役前の1923年の9月から10月初めにいたる試験飛行には、何回かの長距離飛行が含まれており、雨や霧、その他の視界の悪い状態での耐空性の調査が行われた。10月27日、シェナンドーは海軍記念日を祝ってシェナンドー渓谷を下り、ワシントンD.C.とボルチモアを経由してその夜にレイクハーストに帰還した。両都市では、群衆はサーチライトの光に照らし出された新しい飛行船を見物した。

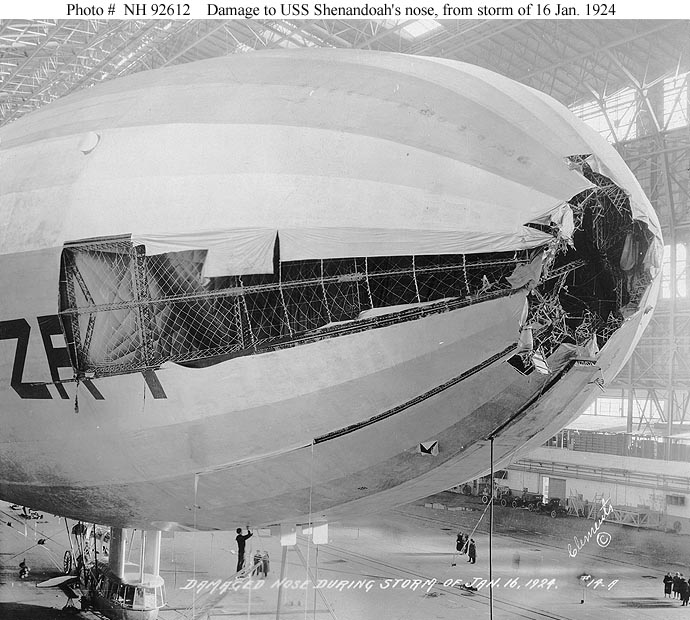
1月の嵐で損傷を受けたZR-1の船首

その頃、海軍航空局の長で飛行船の熱心な提唱者であるウィリアム・モフェット少将は、シェナンドーを北極探検に用いる可能性を検討していた。彼は、そうすることによって寒冷地作戦の経験だけでなく有益な気象データも得られると考えていた。シェナンドーの持久性と低速飛行能力はその任務に適していると思われた。カルビン・クーリッジ大統領もモフェットの案に賛成したが、シェナンドーは1924年1月16日、強風によってレイクハーストの係留柱から引き剥がされ、船首を損傷してしまった。シェナンドーは嵐を乗り切って無事着地したが、修理の期間が必要となり、北極探検の計画は立ち消えとなった。
シェナンドーの修理は5月に完了した。そして、その年の夏は艦隊での任務遂行に備えて発電装置と無線設備の整備に費やした。8月1日、捜索艦隊（Scouting Fleet）に加わって演習に参加すべしとの命令が下った。シェナンドーは想定通り「敵」部隊を発見することに成功したが、悪天候によって接触を失ってしまった。また、技術的な困難と艦隊の支援能力の欠如により、レイクハーストに戻るべき時間よりも早く、作戦区域を離脱しなければならなかった。飛行船による偵察ということに関しては演習の目的を達せられなかったが、軽航空機をこの種の作戦に参加させるには前進基地と支援船が必要であるということを強く認識させる結果となった。

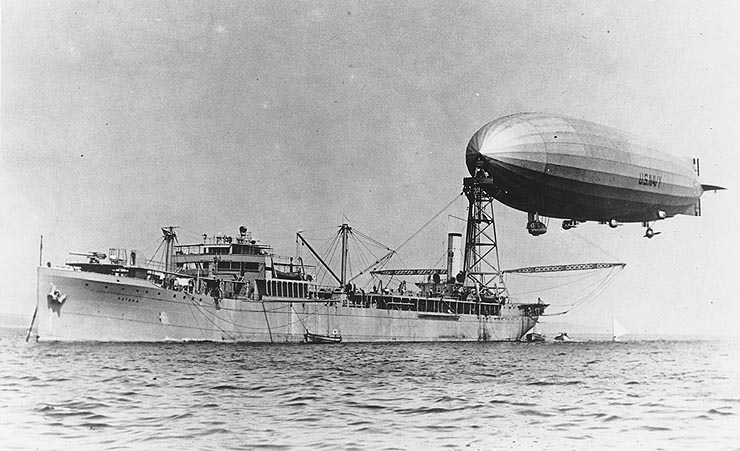
パトカとシェナンドー

1924年7月、給油艦パトカ（AO-9）は、ノーフォーク海軍工廠で広範囲の改装を受け、海軍最初の飛行船母艦となった。パトカには水面から38 mの高さの試験的な係留塔が立てられ、また、シェナンドーの乗組員と地上支援要員のための居住設備が追加された。シェナンドーの必要とするヘリウム、ガソリンその他の必需品のための設備も造られ、3機の水上機の収容・取扱設備も設けられた。シェナンドーは、偵察飛行船に対する機動艦隊の支援の実効性を検証するため、パトカへの一連の係留試験を行った。最初に係留に成功したのは1924年8月8日だった。同年10月には、新しく立てられた係留塔の試験のために、レイクハーストからカリフォルニア州とワシントン州に飛行した。これは硬式飛行船による初の北アメリカ横断飛行だった。

### 1925年
1925年は年初からほぼ6ヵ月の間、保守と地上試験に費やされた。シェナンドーが空中に浮かんだのは6月26日のことで、夏の艦隊訓練に参加する準備のためであった。7月から8月の間、シェナンドーは捜索艦隊とともに行動し、偵察任務をこなす一方、給油艦パトカのマストに係留されての曳航も経験した。

## 遭難

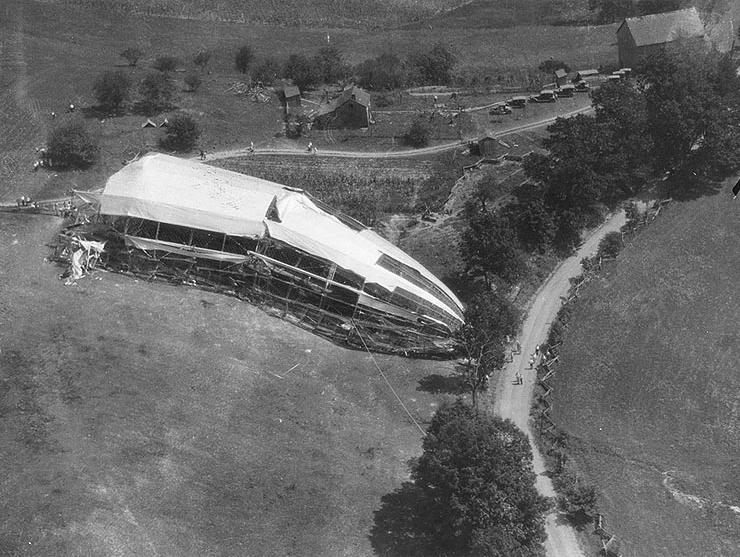
墜落現場

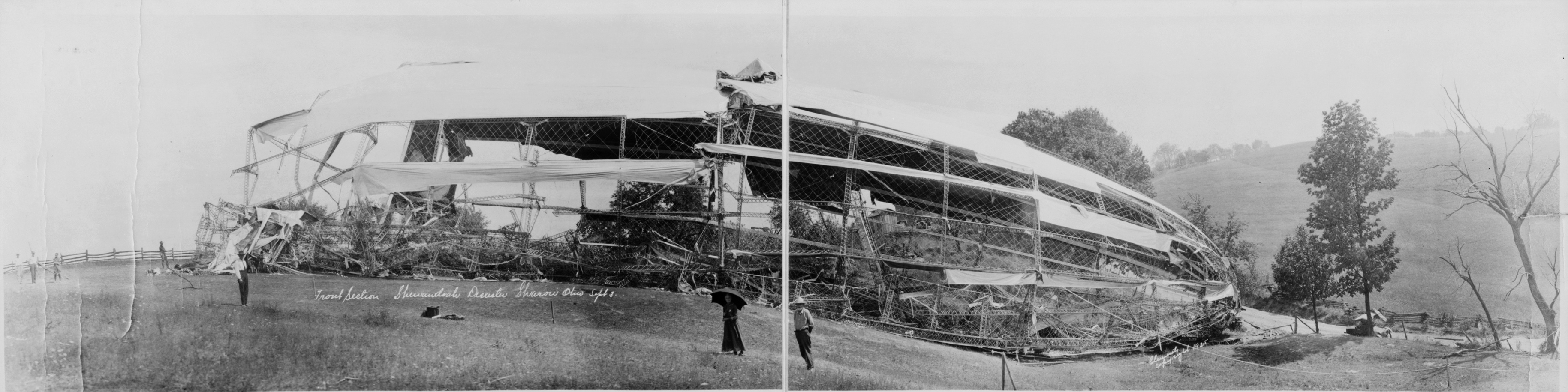
残骸の前半部

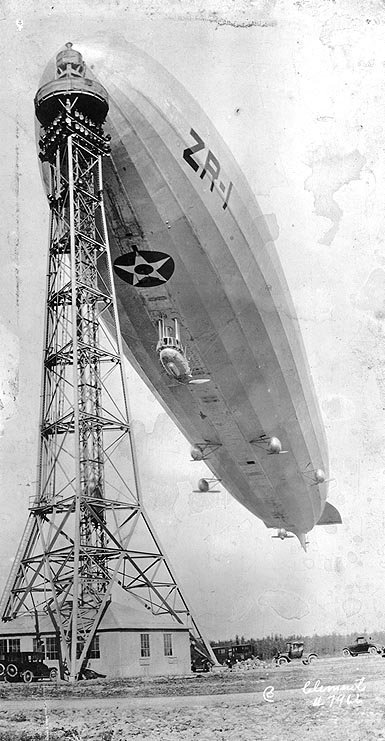
係留塔に係留されたZR-1

1925年9月2日、シェナンドーはレイクハーストから、中西部の40都市の上空を飛んで州の祭に参加する宣伝飛行に出発した。飛行予定にはミシガン州ディアボーンでの新しい係留塔の試験も含まれていた。57回目にあたるその飛行の3日目の早朝、オハイオ州上空で雷雨と乱気流に遭遇し、飛行船はバラバラになってオハイオ州コールドウェル付近に墜落した。シェナンドーの指揮官ザカリー・ランズダウン中佐のほか、13名の士官と兵が犠牲となった。一方、飛行船の残りの部分を気球のように操ることによって助かった者も29名を数えた。
運命の飛行はオハイオ州グリーンビル出身のランズダウン艦長の抵抗を押し切って行われたものだった。ランズダウン艦長はオハイオ州の晩夏によく発生する、この地域では一般的な悪天候を警戒していた。彼は飛行の中止を訴えたが、延期されただけにとどまった。彼の上官らは、飛行船技術の宣伝と、莫大な費用に関する納税者への弁明ということにこだわっており、その日、勝利したのは思慮分別でなく宣伝効果であった。この事件はウィリアム・ミッチェル陸軍大佐が陸軍と海軍の指導部に対して痛烈な非難を行うきっかけとなり、その結果としてミッチェルの軍法会議および軍歴の終焉につながることにもなった。
事故現場の近く、オハイオ州アヴァには、いくつかの記念碑と小さな私立の博物館が置かれている。事故の起きたオハイオ州ノーブル郡には、飛行船とその乗組員を称えて名づけられたシェナンドー小学校とシェナンドー高校があり、そのスポーツチームは「ゼップス（"The Zeps"）」を名乗っている。